# Anisoplia flavipennis
Anisoplia flavipennis är en skalbaggsart som beskrevs av Gaspard Auguste Brullé 1832. Anisoplia flavipennis ingår i släktet Anisoplia och familjen Rutelidae. Inga underarter finns listade i Catalogue of Life.